# Terbium(III)-fluorid
Terbium(III)-fluorid ist eine anorganische chemische Verbindung, genauer ein Salz, des Seltenerd-Metalls Terbium aus der Gruppe der Fluoride.

## Gewinnung und Darstellung
Terbium(III)-fluorid kann durch Reaktion von Terbium(III)-oxid mit Fluorwasserstoff gewonnen werden.
{\displaystyle \mathrm {Tb_{2}O_{3}+6\ HF\longrightarrow 2\ TbF_{3}+3\ H_{2}O} }

## Eigenschaften
Terbium(III)-fluorid ist ein weißer geruchloser Feststoff, der unlöslich in Wasser ist.

## Verwendung
Terbium(III)-fluorid wird für die Herstellung von Fluoridgläsern und von Elektrolumineszenz-Dünnschichten und lumineszierenden Zinksulfid verwendet. Der Stoff kann auch zur Darstellung von reinem Terbium verwendet werden, jedoch nicht zur industriellen Gewinnung.